# Hvidkindet gibbon
Den hvidkindede gibbon (Hylobates leucogenys) er en abe i gibbonfamilien. Den når en længde på 45-64 cm og vejer 4,5-9 kg. Den hvidkindede gibbons arme er længere end benene.